# Temporada 1998-99 de los Dallas Mavericks
La temporada 1998-99 fue la decimonovena de los Dallas Mavericks en la NBA. La temporada regular acabó con 19 victorias y 31 derrotas, ocupando el undécimo puesto de la conferencia Oeste, no logrando clasificarse para los playoffs. Debido a un cierre patronal, la temporada regular comenzó el 5 de febrero de 1999 y se redujo de 82 partidos a 50.

## Elecciones en elDraft
| Ronda | Puesto | Jugador        | Posición  | Nacionalidad   | Universidad |
| ----- | ------ | -------------- | --------- | -------------- | ----------- |
| 1     | 6      | Robert Traylor | Ala-Pívot | Estados Unidos | Michigan    |
| 2     | 30     | Ansu Sesay     | Alero     | Estados Unidos | Mississippi |
| 2     | 35     | Bruno Šundov   | Pívot     | Croacia        |             |
| 2     | 53     | Greg Buckner   | Escolta   | Estados Unidos | Clemson     |

## Temporada regular
| División Medio Oeste     | División Medio Oeste | División Medio Oeste | División Medio Oeste | División Medio Oeste | División Medio Oeste | División Medio Oeste | División Medio Oeste | División Medio Oeste |
| Equipo                   | G                    | P                    | %                    | PD                   | Casa                 | Fuera                | Div                  |                      |
| ------------------------ | -------------------- | -------------------- | -------------------- | -------------------- | -------------------- | -------------------- | -------------------- | -------------------- |
| y-San Antonio Spurs      | 37                   | 13                   | .740                 | –                    | 21–4                 | 16–9                 | 17–4                 |                      |
| x-Utah Jazz              | 37                   | 13                   | .740                 | –                    | 22–3                 | 15–10                | 15–3                 |                      |
| x-Houston Rockets        | 31                   | 19                   | .620                 | 6                    | 19–6                 | 12–13                | 12–9                 |                      |
| x-Minnesota Timberwolves | 25                   | 25                   | .500                 | 12                   | 18–7                 | 7–18                 | 11–9                 |                      |
| Dallas Mavericks         | 19                   | 31                   | .380                 | 18                   | 15–10                | 4–21                 | 8–12                 |                      |
| Denver Nuggets           | 14                   | 36                   | .280                 | 23                   | 12–13                | 2–23                 | 5–16                 |                      |
| Vancouver Grizzlies      | 8                    | 42                   | .160                 | 29                   | 7–18                 | 1–24                 | 3–18                 |                      |

## Estadísticas

### Temporada regular
| Jugador          | POS | PJ | PT | MJ    | REB | AST | ROB | TAP | PTS   | MPP  | RPP | APP | ROP | TPP | PPP  |
| ---------------- | --- | -- | -- | ----- | --- | --- | --- | --- | ----- | ---- | --- | --- | --- | --- | ---- |
| Michael Finley   | SF  | 50 | 50 | 2,051 | 263 | 218 | 66  | 15  | 1,009 | 41.0 | 5.3 | 4.4 | 1.3 | .3  | 20.2 |
| A.C. Green       | PF  | 50 | 35 | 924   | 228 | 25  | 28  | 8   | 246   | 18.5 | 4.6 | .5  | .6  | .2  | 4.9  |
| Hubert Davis     | SG  | 50 | 21 | 1,378 | 86  | 89  | 21  | 3   | 457   | 27.6 | 1.7 | 1.8 | .4  | .1  | 9.1  |
| Shawn Bradley    | C   | 49 | 33 | 1,294 | 392 | 40  | 35  | 159 | 420   | 26.4 | 8.0 | .8  | .7  | 3.2 | 8.6  |
| Dirk Nowitzki    | PF  | 47 | 24 | 958   | 162 | 47  | 29  | 27  | 385   | 20.4 | 3.4 | 1.0 | .6  | .6  | 8.2  |
| Gary Trent       | PF  | 45 | 23 | 1,362 | 351 | 77  | 29  | 23  | 719   | 30.3 | 7.8 | 1.7 | .6  | .5  | 16.0 |
| Chris Anstey     | C   | 41 | 4  | 470   | 97  | 27  | 18  | 13  | 134   | 11.5 | 2.4 | .7  | .4  | .3  | 3.3  |
| Steve Nash       | PG  | 40 | 40 | 1,269 | 114 | 219 | 37  | 2   | 315   | 31.7 | 2.9 | 5.5 | .9  | .1  | 7.9  |
| Samaki Walker    | PF  | 39 | 2  | 568   | 143 | 6   | 9   | 16  | 229   | 14.6 | 3.7 | .2  | .2  | .4  | 5.9  |
| Erick Strickland | SG  | 33 | 2  | 567   | 83  | 64  | 40  | 2   | 249   | 17.2 | 2.5 | 1.9 | 1.2 | .1  | 7.5  |
| John Williams    | C   | 25 | 11 | 403   | 83  | 15  | 13  | 18  | 29    | 16.1 | 3.3 | .6  | .5  | .7  | 1.2  |
| Robert Pack      | PG  | 25 | 0  | 468   | 36  | 81  | 20  | 1   | 222   | 18.7 | 1.4 | 3.2 | .8  | .0  | 8.9  |
| Cedric Ceballos  | SF  | 13 | 5  | 352   | 85  | 12  | 7   | 5   | 163   | 27.1 | 6.5 | .9  | .5  | .4  | 12.5 |
| Bruno Šundov     | C   | 3  | 0  | 11    | 0   | 1   | 0   | 0   | 4     | 3.7  | .0  | .3  | .0  | .0  | 1.3  |

- † Indica que el jugador jugó además en otro equipo durante la temporada. Las estadísticas reflejan únicamente el tiempo con los Mavericks.